# HK Zemgale
HK Zemgale – łotewski klub hokeja na lodzie z siedzibą w Jełgawie.

## Historia
W sierpniu 2022 ogłoszono przyjęcie drużyny do fińskich rozgrywek drugiego poziomu Mestis.

## Sukcesy
- Srebrny medal mistrzostw Łotwy: 2018, 2021
- Pierwsze miejsce w sezonie zasadniczym Optibet Hokeja Līga: 2021
- Złoty medal mistrzostw Łotwy: 2022

## Szkoleniowcy
W 2020 szkoleniowcem HK Zemgale został Artis Ābols.